# Никола Алтъпармаков (Битоля)
 Тази статия е за битолския деец на ВМОРО.  За дееца от Доленци вижте Никола Алтъпармаков (Доленци).  
Никола К. Алтъпармаков или Алтипармаков е български общественик и революционер, член на битолския окръжен комитет на Вътрешната македоно-одринска революционна организация.

## Биография
Алтъпармаков е роден на 4 май 1867 година в Битоля, тогава в Османската империя, днес в Северна Македония. Брат е на Христо и Илия Алтъпармакови. Неговият роднина Михаил Алтъпамарков превежда редовно суми за целите на ВМОРО. При избухването на Сръбско-българската война в 1885 година Никола Алтъпармаков е доброволец в Българската армия, в Македонския батальон. В 1894 година е учител в Битолската българска класическа гимназия и влиза във ВМОРО, привлечен от Дамян Груев, като е заклет от Атанас Лозанчев. Тома Николов пише за него:
| „ | От основните учители най-голяма преданост и дейност проявиха към делото Анастас Лозанчев, Георги Попхристов, Неделко Дамянов, Христо Чемков, Александър Ефтимов, Лука Джеров, Евгени Попсимеонов и Кольо Алтъпармаков по прякор Улоо турче. Той беше заядлив и сприхав. | “ |

Става градски ръководител и член на съдебната комисия при окръжния революционен комитет в Битоля. През 1897 година е арестуван и осъден на 3 години затвор, а през 1905 година — на 101 години. Амнистиран е след Младотурската революция през 1908 година, но през 1909 година отново е арестуван и лежи седем месеца в Битолския затвор. След Междусъюзническата война в 1913 година, когато Битоля попада в Сърбия е арестуван от новите власти и екстрадиран в България, където се заселва в София.
Умира на 27 октомври 1927 година.